# Ranunculus thomasii
Ranunculus thomasii är en ranunkelväxtart som beskrevs av Michele Tenore. Ranunculus thomasii ingår i släktet ranunkler, och familjen ranunkelväxter. Inga underarter finns listade i Catalogue of Life.